# Observation (Kafka)
Observation est un recueil de 18 textes en prose de Franz Kafka publié fin 1912. C'est le premier livre de Kafka, publié chez Rowohlt, mais qui mentionne l'année 1913. Cette petite anthologie porte la dédicace de Kafka "Für MB", c'est-à-dire pour son ami Max Brod. Selon une lettre non publiée de Max Brod du 27 Novembre 1953 Kafka a pris ces textes de son journal.
Plusieurs textes avaient déjà été publiés dès 1908. Huit des pièces en prose avaient été publiées dans le magazine Hyperion, édité par Franz Blei, avec le titre général Observation (Betrachtung).

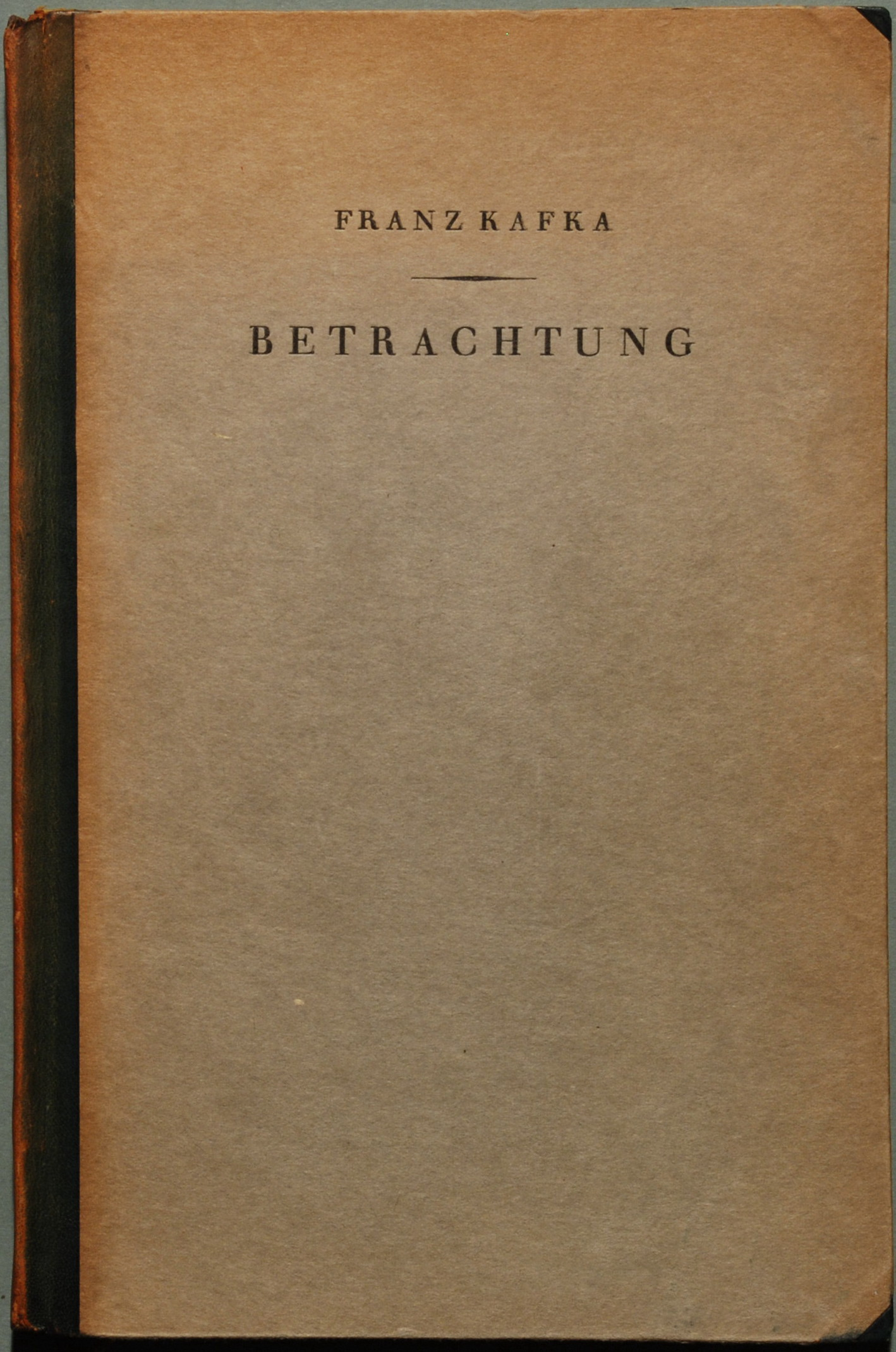
Couverture de la première édition en 1912

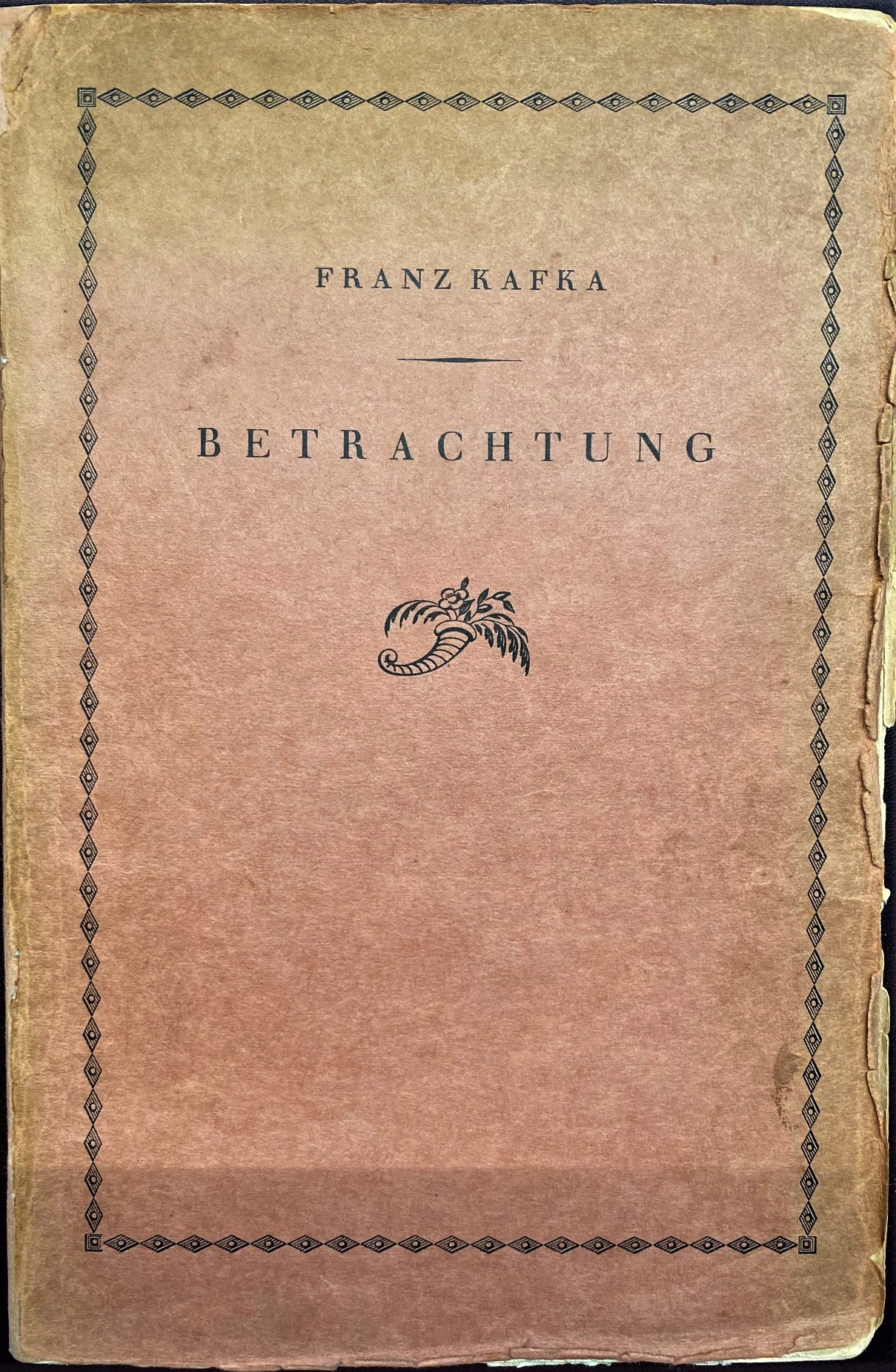
Édition de poche de la première édition

## Thèmes
Huit des 18 pièces traitent du thème du voyeurisme. L'écriture est cinématographiques et ressemble à une série de courtes séquences.
Dans Observation sont présentés des thèmes que Kafka n'a cessé de reprendre, comme la sociabilité de la jeunesse, la distance interpersonnelle, la solitude des célibataires et les difficultés de la vie de commerçant.
L'anthologie comprend les histoires suivantes:
- Enfants sur la route (Kinder auf der Landstraße) (de)
- Entlarvung eines Bauernfängers
- Der plötzliche Spaziergang
- Entschlüsse
- Der Ausflug ins Gebirge
- Das Unglück des Junggesellen
- Der Kaufmann
- Zerstreutes Hinausschaun
- Der Nachhauseweg
- Die Vorüberlaufenden
- Der Fahrgast
- Kleider
- Die Abweisung
- Zum Nachdenken für Herrenreiter
- Das Gassenfenster
- Wunsch, Indianer zu werden
- Die Bäume
- Unglücklichsein

## Éditions
- Franz Kafka : Die Erzählungen. Edité par Roger Hermès. Fischer Verlag, Francfort-sur-le-Main 1997,  (ISBN 3-596-13270-3) .
- Franz Kafka : Sämtliche Werke. Avec une postface de Peter Höfle. Suhrkamp Verlag, Francfort-sur-le-Main 2008,  (ISBN 978-3-518-42001-0).
- Franz Kafka : Nouvelles et récits. Œuvres complètes, I, Trad. de l'allemand (Autriche). Édition publiée sous la direction de Jean-Pierre Lefebvre avec la collaboration d'Isabelle Kalinowski, Bernard Lortholary et Stéphane Pesnel. Gallimard, "Bibliothèque de la Pléiade", n° 264, 2018,  (ISBN 978-2070144310).